# Joseph Eckerskorn
Joseph Eckerskorn (* 27. Januar 1867 in Koblenz; † 12. Januar 1938 ebenda) war ein deutscher Fotograf und Schriftsteller.

## Leben
Joseph Eckerskorn war der Sohn des Schuhmachermeisters Peter Eckerskorn und dessen Ehefrau Elisabeth, geborene Schäfer. Nach Ende seiner schulischen Ausbildung erlernte er das Handwerk eines Fotografen. Er war Mitglied eines katholischen Gesellenvereins.  Während einer Wanderschaft lernte er Belgien, England, Italien und Südfrankreich kennen. Nachdem er seinen Wehrdienst bei einem preußischen Regiment in Metz abgeleistet hatte, wanderte er im Jahr 1893 mit 26 Jahren in die Vereinigten Staaten aus. Er ließ sich zunächst in New York, in New Orleans, in Galveston (wo er die Witwe eines deutschen Einwanderers heiratete) und zuletzt in San Antonio nieder. In Texas war er Mitbegründer eines deutsch-englischen Wochenblatts, der „Katholischen Rundschau“, das jedoch im Jahr 1919 sein Erscheinen einstellte. Für weitere katholische Zeitungen fungierte er als Mitarbeiter. Eckerskorn kehrte nach Ende des Ersten Weltkriegs zurück nach Koblenz und entwickelte eine außergewöhnlich vielseitige schriftstellerische Tätigkeit. Er verfasste etwa 60 Bühnenstücke, Romane und Erzählungen mit Themen, die sich auf die christliche Missionsgeschichte bezogen. Insgesamt veröffentlichte er bei verschiedenen Verlagen über 100 Bücher. Das Theaterstück „Hauptmann Jaguar“, das in Mexiko spielte, erreichte 7 Auflagen. Nach dem Tod seiner Ehefrau Emilie im Jahr 1927 lebte er zeitweise in Arenberg, dann wieder in Koblenz, wo er 1938 im Alter von 71 Jahren verstarb.

## Publikationen (Auswahl)
- Die Pandorabüchse, Paderborn: Paderborn Schöningh, 1913. OCLC 72499437
- Der Damenklub Edelweiß oder: Wir wollen keine Männer…, München Höfling, 1915. OCLC 72499337
- Kimmt a Vogerl geflogen, Limburg a. d. Lahn: Limburger Vereinsdruckerei 1915 OCLC 906170104
- Das Kind des Landwehrmannes, Limburg a. d. Lahn: Limburger Vereinsdruckerei 1916
- Schwester Emilie: ein Roman aus zwei Weltteilen, Aachen: Xaverius Verlagsbuchhandlung, ca. 1925. OCLC 65952197
- Luzifer Schülerroman aus der Gegenwart, Steyl, Post Kaldenkirchen Missionsdruckerei, 1925. OCLC 72183645
- Die Hoelle im Sowjet-Paradies; Roman aus dem gegenwärtigen Russland, Münster in Westfalen, A. Vollmer, 1930. OCLC 37410717
- Magnus Nielsen: Roman einer Kameradschaftsehe, Hildesheim: Borgmeyer, 1930. OCLC 162948157
- Der Aufstieg des Heini Brandt Roman eines deutschen Jungen,  	Hildesheim Borgmeyer, ca. 1930. OCLC 1072824144
- Der Flüchtling von Fort Miribel : Erzählung aus Afrika, Hildesheim: Borgmeyer, 1937. OCLC 257197385

## Bühnenwerke (Auswahl)
- Frau Fips und Fräulein Tips: Schwank in einem Akt, München Val. Höfling, 1914, Höflings Mädchenbühne, Nr. 103 OCLC 230748696
- Die Frau ohne Kopf oder: Der Kampf um den Hausschlüssel: Schwank in zwei Aufzügen, München Val. Höfling, 1914, Höflings Vereins- und Dilettanten-Theater No 84. OCLC 162833930
- Die eines guten Willens sind: Weihnachtsspiel in zwei Aufzügen, München, Val. Höfling, 1920. OCLC 162834603
- David biblisches Schauspiel in vier Aufzügen…,  Limburg a. d. Lahn, Druck und Verlag der Limburger Vereinsdruckerei, 1922. OCLC 707445044
- Die 5000 jährige Base: Namenstagsschwank in einem Aufzug, München, V. Höfling, 1928. OCLC 162833713
- Engelchen im Nachtasyl; Schauspiel mit Reigen in vier Aufzügen, München, V. Höfling, 1929. OCLC 41376237
- Karoline hat einen Vogel: Posse., München Val. Höfling, 1933. OCLC 162834122
- Die “Weiße Dame”: Ein erschütterndes Gespensterspiel zum Totlachen in einem Aufzug, München Val. Höfling, 1933.
- Karoline war bei der Wahrsagerin: Posse, München Val. Höfling, 1934. OCLC 72499397
- Kreuz und Sowjetstern: Schauspiel in vier Akten, Münster: Vollmer o. J. OCLC 1185161900